# Thaeides
Thaeides is een geslacht van vlinders van de familie Lycaenidae, uit de onderfamilie Theclinae.

## Soorten
- T. goleta (Hewitson, 1877)
- T. muela (Dyar, 1913)
- T. theia (Hewitson, 1870)